# The British Blues All Stars
The British Blues All Stars zijn een Britse blues-Allstar-band.

## Bezetting
- Colin Allen (drums)
- Long John Baldry (zang) †
- Steve Beighton (saxofoon)
- Marcus Cliffe (basgitaar)
- Gary Fletcher (basgitaar)
- Dana Gillespie (zang)

- Peter Green (gitaar) †
- Bob Hall (piano)
- Dick Heckstall-Smith (saxofoon) †
- Dave Kelly (gitaar)
- Bernie Marsden (gitaar)
- Jim McCarty (drums)

- Tom McGuinness (gitaar)
- Tony McPhee (gitaar)
- Zoot Money (orgel)
- Kim Simmonds (gitaar)
- Snowy White (gitaar)
- Pick Withers (drums)

## Geschiedenis
Er werden alleen muzikanten uitgenodigd, die een belangrijke bijdrage hadden geleverd aan de Britse blues. De leden van de band speelden onder meer bij Fleetwood Mac, Manfred Mann, John Mayall's Bluesbreakers, Savoy Brown, Alexis Korner's Blues Incorporated en anderen. De samenstelling van de band wisselt nu en dan weer, omdat vele muzikanten hun eigen projecten nastreven. De band heeft opgetreden tijdens bluesfestivals over de hele wereld. De band werd voor de eerste keer samengesteld door de pianist Bob Hall op verzoek van het Notodden Blues Festival, die op hun festival de Britse blues van de jaren 1960 hun achting wilden toedragen.

## Discografie
2007: At Notodden Blues Festival (Blue Label)